# Kristian Laferla
Kristian Laferla (23 marzo 1967) è un ex calciatore maltese, di ruolo difensore.

## Biografia
Ha tre figli: Jessica, Matthew e Juliana.